# Коцегуб Юрій Миколайович
Ю́рій Микола́йович Коцегу́б  (8 березня 1984, Нові Санжари, Полтавська область, УРСР) — український письменник, краєзнавець.
У своїх історичних повістях, романах, краєзнавчих дослідженнях розкриває маловідомі сторінки української історії та Полтавського краю. Проводить паралелі між минулим та сучасністю.

## Біографія
2001 — Закінчив Новосанжарський навчально-виховний комплекс (НВК).
2002 — Полтавське професійно-технічне училище № 10 [Архівовано 27 січня 2020 у Wayback Machine.], отримавши професію за фахом помічника бурильника розвідувального буріння нафтових та газових свердловин.
2002—2003 — проходив строкову військову службу у ПВУ.
2004—2010 — навчався в Полтавському національному технічному університеті ім. Ю. Кондратюка на заочному факультеті, отримавши диплом спеціаліста з економіки-підприємства.
2003—2008 — працював у приватних підприємствах м. Полтави.
2008—2015 — помічник бурильника ТОВ «Голден Деррік».
2016—2017 — працював за кордоном.
2017 — працював помічником бурильника в «УСБК».

## Творчість
Книги:
- З Україною в серці, з шаблею в руці (2019)[2];
- Історичний роман «Болбочан: Поміж двох вогнів» (2019). «Видавництво Марка Мельника»[3]

- уривок твору «Нехай лихо спить[4]» (2019) опубліковано у вересневому (молодіжному) номері журналу «Дзвін».

- Маловідома Новосанжарщина (2022)[5]

## Відзнаки
- 2012 — за твір «В Темнім Лузі, за Дунаєм», нагороджений дипломом лауреата міжнародного літературного конкурсу «Коронація слова» в номінації «Романи».[6]
- 2014 — за твір «В Темнім Лузі, за Дунаєм», нагороджений спеціальною відзнакою міжнародного літературного конкурсу «Коронація слова» від Київського національного університету імені Тараса Шевченка за вірність історико-патріотичній темі та її оригінальні художні втілення в триптиху.
- 2014 — за твір «Нехай лихо спить», нагороджений спеціальною відзнакою міжнародного літературного конкурсу «Коронація слова» від Київського національного університету імені Тараса Шевченка за вірність історико-патріотичній темі та її оригінальні художні втілення в триптиху.
- 2014 — за твір «З Україною в серці, з шаблею в руці», нагороджений спеціальною відзнакою міжнародного літературного конкурсу «Коронація слова» від Київського національного університету імені Тараса Шевченка за вірність історико-патріотичній темі та її оригінальні художні втілення в триптиху.
- 2016 — лауреат IV премії видавництва «Смолоскип».
- 2017 — нагороджений дипломом II Всеукраїнського літературного конкурсу рукописів прози на кращу книгу року «Крилатий лев».
- 2018 — за твір «З Україною в серці, з шаблею в руці» нагороджено дипломом міжнародного літературного конкурсу «Гранослов».
- 2018 — за твір «Болбочан. Поміж двох вогнів» твір нагороджено дипломом міжнародного літературного конкурсу «ГРАНОСЛОВ».
- 2018 — за твір «В Темнім Лузі, за Дунаєм», нагороджено дипломом міжнародного літературного конкурсу «ГРАНОСЛОВ».
- 2019 — диплом лауреата премії імені Самійла Величка.
- 2019 — диплом літературного конкурсу «ГРАНОСЛОВ».
- 2020 - Премія імені Панаса Мирного, за книги “Болбочан. Поміж двох вогнів” і “З Україною в серці, з шаблею в руці”;